# Waccamaw Indijanci
Waccamaw (Waccamau, Waccamawe, Waccomassee, Wacemaus, Waggamaw, Wicomaw, Wigomaw), pleme američkih Indijanaca porodice Siouan i srodno Catawbama, naseljeni duž rijeke Waccamaw u okruzima Georgetown i Horry, osobito u kraju poznatom kao Dog Bluff u Južnoj Karolini. Populacija Waccamawa 1600.-te iznosila je oko 900. 
Prvi puta ih spominje Francisco de Chicora, pod imenom Guacaya, kojega su 1521. zarobili Španjolci u provinciji Chicora. 
Godine 1715. imaju šest sela i broje 610 duša, a pet godina kasnije 1720. ulaze u kraći rat s kolonistima u kojemu su uzgubili 60 ratnika, žena i djece. Godine 1755. pobijeno ih je nešto u naseljima bijelaca prilikom napada Cherokee i Natchez Indijanaca. Dio Waccamawa moguće da se otopio u Croatan Indijancima, a dio se priključio Catawbama. -Suvremena populacija plemena Waccamaw-Siouan tribe u Sjevernoj Karolini u okruzima Bladen i Columbus iznosi oko 2,000, a glavna naselja su im St. James, Buck Head, Council, i Chadbourn. Druga grupa u Južnoj Karolini  'Waccamaw Indian People' , priznati od Južne Karoline 2005., broje oko 400 duša, i ne smiju se brkati s plemenom Varnertown Indijancima, službeno nazivani  'Wassamasaw Tribe of Varnertown Indians' , a vuku porijeklo od Catawba, Cherokee, Edisto i Etiwan Indijanaca. 
Waccamawi sebe nazivaju i "People of the Fallen Star," pozivajući se na legendu o vatrenol 'lopti' koja je udarila u zemlju, gdje je nastalo jezero Waccamaw (vidi  Arhivirana inačica izvorne stranice od 7. rujna 2007. (Wayback Machine)). 

## Vanjske poveznice
- South Carolina – Indians, Native Americans – Waccamaw
- Waccamaw Indian Tribe History
- Waccamaw Siouan Unofficial Site